# Гийом II де Бетюн
Гийом (Вильгельм) II, сеньор де Бетюн, по прозвищу Вильгельм Красный (фр. Guillaume II de Béthune; умер в апреле 1214 года) — французский дворянин и крестоносец. Правящий сеньор де Бетюн, Ришбург и Варнетон, а также наследственный адвокат аббатства Святого Вааста, недалеко от Арраса.

## Происхождение
Представитель дворянского рода де Бетюн, родина которого находилась в Бетюне в регионе Артуа. Второй сын сеньора Роберта V Рыжего (ок. 1130—1191), сеньора де Бетюна, и его жены Аделаиды Сен-Поль. Братья — Роберт VI (ум. 1193), сеньор де Бетюн (1191—1193), Болдуин де Бетюн (? — 1212), Конон де Бетюн (? — 1219/1220), известный трубадур и крестоносец, и Жан де Бетюн (? — 1219), епископ Камбре .

## Биография
Вильгельм II и его старший брат Роберт VI сопровождали своего отца в вооруженном эскорте графа Филиппа I Фландрского, когда он совершил паломничество в Святую Землю в 1177 году. Когда они прибыли в Иерусалимское королевство, братья Вильгельм II и Роберт VI хотели пожениться на Сибилле и Изабелле, сестрах короля Балдуина IV Иерусалимского. Однако король отказал им.
В 1191 году семья Бетюн, в которую теперь входят младшие братья Балдуин и Конон, сопровождала графа Филиппа I Фландрского и их отца в очередном паломничестве в Третий крестовый поход. Во время крестового похода погибли и Филипп I, и Роберт V.
Когда Роберт VI умер бездетным в 1193 году, Вильгельм II унаследовал семейные владения Бетьюнов. Он женился на Матильде, наследнице Дендермонда и имел от неё несколько детей, в том числе Даниэля, сменившего его, Жана, женившегося на наследнице графства Сен-Поль, и Елизавету.
Члены семьи Бетюн разделили лояльность в конфликте между королем Франции Филиппом II Августом и графом Фландрии Болдуином IX по поводу того, кто был законным сюзереном Артуа. Вильгельм II и его старший сын Даниил встали на сторону Франции, а его младшие братья и сын Роберт VII встали на сторону Фландрии.
23 февраля 1200 года Вильгельм II и Конон отправились сопровождать графа Балдуина во время Четвертого крестового похода. Конон прославился своими героическими подвигами. Действия Уильяма были менее заметны. Он присутствовал, когда крестоносцы взяли Константинополь в апреле 1204 года. Балдуин IX, граф Фландрский, был избран императором только что основанной Латинской империи как Балдуин I. После катастрофической Адрианопольской битвы, в которой Вильгельм не участвовал, он и 7000 других крестоносцев вернулись домой. Конон и кардинал Петр Капуанский тщетно и, по словам де Виллардуэна, в слезах пытались убедить Вильгельма остаться в Константинополе. Конон остался в Константинополе и умер там через несколько лет.

## Семья
Женился на Матильде де Дендермонде (умерла 14 апреля 1224), дочери и наследнице Вальтера II, сеньора де Дендермонде, и имел семерых известных детей, первые пять из которых родились к 1194 году:
- Даниэль, сеньор де Бетюн (умер в 1227 г.), женившийся на Юстасии де Шатийон, дочери Вальтера III Шатийонского и его жены Елизаветы, графини Сен-Поль[4][5].
- Роберт VII, сеньор де Бетюн (умер в 1248 г.), женившийся на Елизавете де Мориальме[4][5].
- Балдуин де Бетюн, умерший молодым и незамужним[4][5].
- Алиса Бетюнская (умерла в 1256 г.), которая до 1215 года вышла замуж за Вальтера II Нантейского[4][5].
- Мод Бетюнская (умерла в 1251 г.), вышедшая замуж сначала за Балдуина III де Комина, во-вторых за Годфри III из Бреды, в-третьих за Гилберта из Зоттегема и, в-четвертых, за Арнольда V де Дист[4][5].
- Вильгельм III Бетюнский (умер в 1243 г.), женившийся на Елизавете Розбрюгге[4][5]. Младшая линия дома Бетюн, происходящая от него, дожила до наших дней как сеньоры де Меулебеке.
- Жан Бетюнский (умер в 1238 г.), женившийся на Елизавете, графине Сен-Поль, вдове Вальтера III Шатийонского и матери Юстасии, его невестки[4][5].

## Смерть
Вильгельм умер в апреле 1214 года, за несколько месяцев до битвы при Бувине.